# Generali italiani (1800-1815)

## Repubblica Italiana, poi Regno d'Italia

### Generali di Divisione
A) Nazionali
| Nome                                   | Nato-Morto | Nato a        | Nomina | Note                                                          |
| -------------------------------------- | ---------- | ------------- | ------ | ------------------------------------------------------------- |
| Giovanni Salimbeni                     | 1716-1808  | Venezia       | 1797   | già com. truppe veneziane. Senatore                           |
| Giuseppe Lechi                         | 1766-1836  | Brescia       | 1801   | arrestato 1809 - trasferito SMG Napoletano 1813               |
| Domenico Pino                          | 1767-1826  | Milano        | 1801   | ministro della guerra (1804-06). Capitano della guardia reale |
| Giuseppe Antonio Maria Michele Mainoni | 1754-1807  | Lugano        | 1803   | oriundo comasco. già Gen. Brig. francese                      |
| Alessandro Teodoro Trivulzio           | 1773-1805  | Milano        | 1804   | ministro della guerra (1802-1804)                             |
| Pietro Teulié                          | 1769-1807  | Milano        | 1805   | avvocato. Ministro della guerra (1801). Caduto sotto Colberg  |
| Filippo Severoli                       | 1767-1822  | Faenza        | 1808   | com. di Divisione in Spagna                                   |
| Achille Fontanelli                     | 1775-1837  | Modena        | 1809   | ministro della guerra e marina (1811-1814)                    |
| Sebastiano Giuseppe Danna              | 1757-1811  | Torino        | 1810   | Ministro della guerra e marina (1810-11)                      |
| Luigi Peyri                            | 1758-1822  | Mantova       | 1811   |                                                               |
| Giuseppe Federico Palombini            | 1774-1850  | Roma          | 1812   | com. di Divisione in Spagna                                   |
| Carlo Zucchi                           | 1777-1863  | Reggio Emilia | 1813   |                                                               |
| Antonio Bonfanti                       | 1768-1851  | Milano        | 1813   |                                                               |
| Luigi Mazzucchelli                     | 1776-1868  | Brescia       | 1814   | -                                                             |

B) Stranieri
| Nome                                       | Nato-Morto | Nato a       | Nomina | Note                                     |
| ------------------------------------------ | ---------- | ------------ | ------ | ---------------------------------------- |
| Pascal Antoine Fiorella                    | 1752-1818  | Ajaccio      | 1797   | senatore                                 |
| Jan Henryk Dąbrowski                       | 1755-1818  | Pierzchów    | 1801   | Com. Legioni Polacche. Senatore          |
| Marie François Auguste Caffarelli du Falga | 1766-1849  | Alta Garonna | 1806   | ministro della guerra e marina (1806-09) |

### Generali di Brigata
A) Nazionali
| Nome                             | Nato-Morto | Nato a   | Nomina | Note                         |
| -------------------------------- | ---------- | -------- | ------ | ---------------------------- |
| Giuseppe Lahoz Ortiz             | 1773-1799  | Mantova  | 1797   | caduto sotto Ancona          |
| Giovanni Battista Bianchi d'Adda | 1748-18..  | Milano   | 1801   | genio. Ministro della guerra |
| Giovanni Paolo Calori Stremiti   | 1769-1809  | Modena   | 1801   | artiglieria                  |
| Luigi Campagnola                 | 1766-1837  | Verona   | 1801   | cavalleria                   |
| Andrea Milossevich               | 1760-1814  | Dalmazia | 1802   | -                            |
| Daniele Zannini                  | 17..-18..  | Venezia  | 1802   | riformato                    |
| Leonardo Salimbeni               | 1752-1823  | Venezia  | 1804   | genio. Destituito 1805       |
| Pietro Domenico Polfranceschi    | 1766-1845  | Verona   | 1804   | isp. della gendarmeria       |
| Pietro Luigi Viani               | 1754-1811  | Verona   | 1807   | cavalleria                   |
| Teodoro Lechi                    | 1778-1866  | Brescia  | 1809   | guardia reale                |
| Carlo Balabio                    | 1759-1837  | Milano   | 1810   | isp. della cavalleria        |
| Antonio Bertoletti               | 1775-1846  | Milano   | 1811   | -                            |
| Fortunato Schiazzetti            | 1776-1813  | Roma     | 1812   | -                            |
| Livio Galimberti                 | 1768-1832  | Crema    | 1812   | -                            |
| Giovanni Villata                 | 1777-1843  | Milano   | 1813   | -                            |
| Gillot Rougier                   | 1773-1852  | Milano   | 1813   | -                            |
| Pietro Sant'Andrea               | 1771-1821  | Bergamo  | 1813   | -                            |
| Amilcare Paulucci delle Roncole  | 1766-1845  | Modena   | 1813   | già capitano di vascello     |
| Bernardo Peri                    | 1772-1813  | Emilia   | 1813   | caduto ad Hanau              |
| Gaspare Bellotti                 | 1777-18..  | Torino   | 1813   | -                            |

B) Stranieri
| Nome                                       | Nato-Morto | Nato a             | Nomina | Note                            |
| ------------------------------------------ | ---------- | ------------------ | ------ | ------------------------------- |
| Giacomo Filippo Ottavi                     | 1767-1855  | Ghisoni            | 1801   | poi al servizio napoletano      |
| Joseph François Bénigne Julhien            | 1763-1818  | Tolosa             | 1801   | -                               |
| Jean Baptiste Bertolosi                    | 1749-1828  | Corsica            | 1804   | -                               |
| Jacques Fontane                            | 1765-1833  | Francia            | 1808   | -                               |
| Guillaume-Joseph-Nicolas Lafon Blaniac     | 1773-1833  | Villeneuve-sur-Lot | 1808   | isp. della cavalleria           |
| Eugenio Orsatelli                          | 1768-1811  | Cassano            | 1810   | caduto a Pla                    |
| Frédéric François Guillaume de Vaudoncourt | 1772-1845  | Francia            | 1810   | artiglieria. Scrittore militare |
| Charles Balathier                          | 17..-18..  | Corsica            | 1811   | -                               |
| Joseph Levié                               | 17..-1813  | Francia            | 1812   | caduto a Maloyaroslavets        |
| Ange-Pierre Moroni                         | 1762-1835  | Corsica            | 1813   | -                               |
| Vertigier Saint Paul                       | 17..-18..  | Francia            | 1813   | -                               |
| Philip-André Martel                        | 17..-18..  | Francia            | 1813   | -                               |
| Jean Baptiste Renard Brice                 | 1769-1854  | Francia            | 1813   | -                               |
| Gabriel Pierre Patrice Rambourgt           | 1773-1848  | Francia            | 1811   | cavalleria                      |
| Jean Baptiste Dembowski                    | 1773-1822  | Polonia            | 1813   | -                               |

### Aiutanti Comandanti
A) Nazionali
| Nome                  | Nato-Morto   | Nato a  | Nomina | Note                                  |
| --------------------- | ------------ | ------- | ------ | ------------------------------------- |
| Francesco Gambara     | 1771-1848    | Brescia | 1797   | poi Commissario ai confini del Tirolo |
| Giuseppe Fantuzzi     | 1762-1800    | Veneto  | 1797   | -                                     |
| Angelo Lechi          | 1769-1855    | Brescia | 1801   | -                                     |
| Giulio Paini          | 1757/62-1849 | Bologna | 1804   | gendarmeria                           |
| Ottavio Corradini     | 17..-18..    | Milano  | 1808   | mar. alloggio di Palazzo              |
| Bartolomeo Cavedoni   | 17..-18..    | ?       | 1811   | -                                     |
| Giovanni Mazzucchelli | 17..-18..    | Brescia | 1811   | -                                     |
| Andrea Montebruno     | 17..-18..    | Genova  | 1811   | artiglieria a cavallo                 |
| Francesco Del Fante   | 17..-1812    | Livorno | 1812   | caduto a Krasnoe                      |
| Giacomo Giuseppe Pino | 1767-1812    | Milano  | 1812   | caduto in Russia                      |
| Luigi Rivaira         | 1772-1849    | Torino  | 1813   | capo di SMG della gendarmeria         |

B) Stranieri
| Nome                     | Nato-Morto | Nato a  | Nomina | Note                          |
| ------------------------ | ---------- | ------- | ------ | ----------------------------- |
| Gustaf Vilhelm af Tibell | 1772-1832  | Svezia  | 1802   | topografo. scrittore militare |
| Marion                   | 17..-18..  | Francia | 1813   | -                             |

## Regno di Napoli (1806-1815)

### Generali di Divisione / Tenenti Generali
A) Nazionali
| Nome                                                 | Nato-Morto | Nato a                 | Nomina | Note                                       |
| ---------------------------------------------------- | ---------- | ---------------------- | ------ | ------------------------------------------ |
| Giuseppe Parisi                                      | 1750-1831  | Moliterno              | 1808   | ispettore G. I. S. di Napoli               |
| Andrea Colonna di Stigliano                          | 1748-1820  | Napoli                 | 1808   | com. guardia prov. di Napoli               |
| Francesco Pignatelli                                 | 1775-1853  | Napoli                 | 1808   | com. Div. fanteria della guardia           |
| Jean Daniel de Gambs                                 | 1744-1823  | Strasburgo             | 1809   | ispettore degli invalidi                   |
| Michele Carrascosa y Zerezeda y Azebron              | 1774-1853  | Palermo                | 1812   | com. 1ª Div. attiva e poi dell'Esercito    |
| Vincenzo Pignatelli                                  | 1776-1837  | Napoli                 | 1812   | com. 2ª Div. territoriale Salerno          |
| Giuseppe Scarlata Xibilia Platamone, detto "Zenardi" | 1773-1835  | Siracusa               | 1813   | com. 3ª Div. territoriale Chieti           |
| Angelo d'Ambrosio                                    | 1771-1822  | Reggio Calabria        | 1813   | com. 2ª Div. attiva                        |
| Andrea Pignatelli di Cerchiara                       | 1764-1833  | Napoli                 | 1813   | com. 4ª Div. di riserva                    |
| Giovanni Battista Caracciolo di Vietri               | 1762-1825  | San Vito degli Schiavi | 1813   | Armata dell'Interno                        |
| Giuseppe Lechi                                       | 1766-1836  | Brescia                | 1813   | com. 3ª Div. attiva                        |
| Francesco Macdonald                                  | 1776-1837  | Pescara                | 1814   | ministro della guerra e marina (1814-15)   |
| Luigi Amato                                          | 1753-1820  | Amantea                | 1814   | com. 4ª Div. territoriale Bari             |
| Luigi Arcovito                                       | 1766-1834  | Reggio Calabria        | 1815   | pres. della commissione di guerra italiana |
| Giuseppe Tommaso Rossetti                            | 1776-1840  | Torino                 | 1815   | com. Div. cavalleria di linea              |
| Lucio Caracciolo di Roccaromana                      | 1771-1836  | Pastorano              | 1815   | gran scudiero del re                       |
| Florestano Pepe                                      | 1780-1851  | Squillace              | 1815   | Com. Div. di Napoli                        |
| Pietro Colletta                                      | 1775-1831  | Napoli                 | 1815   | 1° ispettore del genio                     |
| Guglielmo Pepe                                       | 1783-1855  | Squillace              | 1815   | com. 1ª Div. attiva                        |
| Gabriele Pedrinelli                                  | 1770-1838  | Napoli                 | 1815   | com. l'artiglieria dell'Armata attiva      |

B) Stranieri
| Nome                                           | Nato-Morto | Nato a                   | Nomina | Note                                                       |
| ---------------------------------------------- | ---------- | ------------------------ | ------ | ---------------------------------------------------------- |
| Jacques-David-Martin Campredon                 | 1761-1837  | Montpellier              | 1806   | [ministro guerra 1809. Com. genio Armata di Scilla 1810    |
| Charles Saligny di San Germano                 | 1772-1809  | Vitry-le-François        | 1806   | com. fanteria della guardia reale 1807-08                  |
| David-Joseph-Maurice Mathieu de Saint Maurice  | 1768-1833  | Saint-Affrique           | 1807   | com. le Due Calabrie 1808-09                               |
| Christophe-Antoine Merlin                      | 1771-1839  | Thionville               | 1807   | com. dei Tre Abruzzi 1807                                  |
| François-Louis Dedon-Duclos                    | 1762-1830  | Toul                     | 1807   | com. in 2° dell'artiglieria (1807-08)                      |
| Edme Aimé Lucotte                              | 1770-1825  | Créancey                 | 1808   | com. Div. di Capua 1808                                    |
| Giacomo Filippo Ottavi                         | 1767-1855  | Ghisoni                  | 1808   | com. 4ª Div. territoriale Lecce                            |
| Guillaume-Joseph-Nicolas Lafon Blaniac         | 1773-1833  | Villeneuve-sur-Lot       | 1808   | capo di SM governo mil. di Napoli 1808                     |
| Jacques-Marie Cavaignac                        | 1773-1855  | Gourdon (Lot)            | 1808   | com. 3ª Div. nap. Armata di Scilla 1810                    |
| Pierre Lanusse, detto "Robert"                 | 1768-1847  | Habas                    | 1808   | gran maresciallo di palazzo (1808-09)                      |
| Louis-Fursy-Henri Compère                      | 1768-1833  | Péronne                  | 1809   | com. 1ª Div. attiva, dimessosi 1814                        |
| François Detrès                                | 1769-1815  | Arras                    | 1809   | com. Div. napoletana in Polonia 1812                       |
| Pierre-César Déry                              | 1768-1812  | Saint-Pierre (Martinica) | 1809   | col. gem. della guardia, caduto a Winkowo                  |
| Claude Antoine Compère                         | 1774-1812  | Châlons-sur-Marne        | 1809   | com. Div. nap. in Spagna, caduto alla Moscova              |
| Paul de Quélen de Stuar de Caussade Lavauguyon | 1777-1830  | ?                        | 1809   | com. Div. fant della guardia in Calabria. Arrestato 1811   |
| Charles-Jean-Louis Aymé                        | 1770-1852  | Melle                    | 1810   | capo di SMG dell'Armata attiva. Dimissionario 1815         |
| Vincenzo Giovanni Giacomo Avogari de Gentile   | 1760-1825  | Nonza                    | 1810   | Com. la gendarmeria e la Basilicata                        |
| Charles Antoine Manhès                         | 1777-1854  | Aurillac                 | 1811   | 1° ispettore della gendarmeria, governatotre di Napoli     |
| Rémy-Joseph-Isidore Exelmans                   | 1775-1852  | Bar-le-Duc               | 1811   | maestro di palazzo 1811                                    |
| Armand-Louis-Amélie Millet de Villeneuve       | 1772-1840  | Parigi                   | 1812   | capo di SMG dell'Armata attiva 1815                        |
| Luigi Bernardino Cattaneo                      | 1769-1832  | Ajaccio                  | 1812   | com. 2ª Divisione Capua                                    |
| Jean-Simon Domon                               | 1774-1830  | Maurepas                 | 1812   | com. 4ª Div. di cavalleria. Dimissionario 1814             |
| Nicolas François Thérèse Gondalier de Tugny    | 1770-1839  | Bouffignereux            | 1813   | min. della guerra e marina (1811-1814), dimissionario 1814 |
| Luis-Jean Soye                                 | 1774-1832  | Phalsbourg               | 1814   | com. granatieri della guardia. dim. 1814                   |
| Pierre-Gaston-Henri de Livron                  | 1770-1831  | Pau                      | 1814   | com. Div. di cavalleria della guardia                      |

### Generali di Brigata / Marescialli di campo
A) Nazionali
| Nome                                       | Nato-Morto  | Nato a                   | Nomina | Note                                                       |
| ------------------------------------------ | ----------- | ------------------------ | ------ | ---------------------------------------------------------- |
| Giuseppe Fonseca Chavez                    | 1742-1808   | Napoli                   | 1806   | ispettore generale dell'artiglieria                        |
| Charles Félix Vintimille du Luc            | 1762-1806   | Francia                  | 1806   | già brigadiere borbonico                                   |
| Michele Agostino Colonna di Stigliano      | 1765-1830   | Napoli                   | 1806   | com. di Ischia, arresosi agli inglesi 1809                 |
| Francesco Franceschi Losio                 | 1770-1808   | Milano                   | 1808   | ucciso in duello a Burgos da C. Filangieri                 |
| Luigi de Gambs                             | 17..-1810   | Strasburgo               | 1808   | ucciso dal brigante Pasquale Lisanti, detto "Quagliarella" |
| Antonio Pinedo                             | 1757-1830   | Santa Maria Capua Vetere | 1810   | com. mil. L'Aquila                                         |
| Cattaneo di Montescaglioso                 | 17..-18..   | ?                        | 1811   | già brigadiere spagnolo                                    |
| Giuseppe Maria Rosaroll                    | 1775-1825   | Napoli                   | 1812   | com. di Brigata a Danzica e nel 1814 e 1815                |
| Ferdinando Sambiase di Campana             | 1776-1830   | nel Regno                | 1812   | com. Brigata di cavalleria                                 |
| Raimondo Capece Minutolo di Canosa         | 1769-1827   | Napoli                   | 1812   | aggregato alla guardia reale                               |
| Luigi Antonio d'Aquino                     | 1771-1822   | Cosenza                  | 1813   | com. I Brig./2ª Div. attiva                                |
| Carlo Filangieri di Satriano               | 1783-1867   | Cava dei Tirreni         | 1813   | com. II Brig./2ª Div. attiva, ferito al Panaro             |
| Fabio Crivelli                             | 17..-18..   | Napoli                   | 1813   | dir. affari militari nelle Marche                          |
| Alessandro Begani                          | 1770-1837   | Napoli                   | 1814   | governatore di Gaeta, arresosi l'8 agosto 1815             |
| Antonio Napoletano                         | 1761/4-1820 | Nola                     | 1814   | com. II Brig. cavalleria di linea                          |
| Luigi Nicola De Majo di San Pietro         | 1774-18..   | Campobasso               | 1814   | com. I Brig./3ª Div. attiva                                |
| Alessandro Medici d'Ottaiano               | 1777-1843   | ?                        | 1814   | com. II Brig./2ª Div. attiva                               |
| Raffaele De Gennaro                        | 1777-1816   | Barletta                 | 1814   | com. II Brig./1ª Div.                                      |
| Francesco Costanzo                         | 1767-1822   | Catania                  | 1814   | gov. scuola politecnica                                    |
| Francesco Pinto di Giuliano e d'Ischitella | 1787/8-1875 | nel Regno                | 1815   | com. II Brig. cavalleria della guardia                     |
| Lorenzo Montemayor                         | 1768-1841   | Napoli                   | 1815   | addetto allo SM del genio dell'Armata attiva               |
| Francesco Neri                             | 1774-1822   | Ferrara                  | 1815   | com. volontari italiani                                    |
| Luigi Carafa della Stadera di Noja         | 1781-1849   | Napoli                   | 1815   | com. II Brig./3ª Div. attiva                               |

B) Stranieri
| Nome                                                 | Nato-Morto     | Nato a                | Nomina | Note                                                      |
| ---------------------------------------------------- | -------------- | --------------------- | ------ | --------------------------------------------------------- |
| François Liegard                                     | 1745-1816      | Parigi                | 1806   | com. Forte di Sant'Elmo                                   |
| Leonardo De Giovanni                                 | 1759-1806      | Bastia                | 1806   | com. Legione Corsa                                        |
| Jean-Baptiste Francesqui, detto "Franceschi Delonne" | 1767-1810      | Lione                 | 1807   | morto prigioniero a Cartagena                             |
| Jean-Baptiste-Alexandre Strolz                       | 1771-1841      | Belfort               | 1807   | com. di varie province                                    |
| Pierre Monserras                                     | 17..-18..      | Montblanc             | 1807   | com. Avellino, rit. 1811                                  |
| Auguste-Julien Bigarré                               | 1775-1838      | Belle-Île-en-Mer      | 1808   | poi GB spagnolo                                           |
| Stanislas-Louis-Cécile-Xavier Girardin               | 1762-1827      | Lunéville             | 1808   | scudiere di Giuseppe Bonaparte                            |
| Camille-Nicolas-Philippe Guye                        | 1773-1845      | Lons-le-Saunier       | 1808   | -                                                         |
| François-Joseph-Pamphile Lacroix                     | 1774-1841      | -                     | 1809   | capo di SM dell'Armée de Naples 1809                      |
| Gratien Ferrier                                      | 17..-18..      | ?                     | 1809   | com. Brig. cavalleria, dimissionario 1814                 |
| Fontanier                                            | 17..-18..      | ?                     | 1812   | ADC di Murat                                              |
| Jacques-Alexandre Romeuf                             | 1772-1845      | Haute-Loire           | 1812   | ADC di Murat                                              |
| Anne-Jacques-Jean-Louis Galdemar                     | 1769-1837      | Cahors                | 1812   | sottocapo di SMG dell'Armata attiva                       |
| Louis-François Boy                                   | 1768-1842      | Lérouville            | 1813   | com. di Capri                                             |
| Guillaume-Alexandre-Thomas Pégot                     | 1773-1858      | Alta Garonna          | 1813   | Dir. gen. delle riviste e coscrizione, dimissionario 1814 |
| Jean-Baptiste Larroque                               | 1768-1821      | Pavie                 | 1813   | com. 5ª Div. di riserva, dimissionario 1814               |
| Ignazio Giovanni Battista Caraffa di Mirabello       | 1769-post 1830 | Bastia                | 1813   | com. II Brig./1ª Div. attiva                              |
| Nicolas-Philibert Desvernois                         | 1771-1856      | Lons-le-Saunier       | 1813   | com. 5ª Div. territoriale Monteleone                      |
| Pierre-Auguste Berthémy                              | 1778-1855      | ?                     | 1813   | com. effettivo guardia reale, dimissionario 1815          |
| Charles-Louis Montigny                               | 17..-18..      | ?                     | 1813   | com. in Abruzzo, arrestato per la mancata difesa          |
| Louis Carrier                                        | 1773-1838      | Saint-Martin-de-Bavel | 1814   | guardia reale, dimissionario 1815                         |
| Jean-Baptiste Fontaine                               | 17..-18..      | Amiens                | 1814   | com. I Brig. cavalleria di linea, sostituito al Panaro    |
| Henri Roche                                          | 17..-18..      | Martinica             | 1814   | com. II Brig./4ª Div. riserva                             |
| Charles-Marie-Alexandre D'Arlincourt                 | 17..-18..      | Parigi                | 1815   | com. corazzieri della guardia reale                       |
| Pierre Bonafoux di Melito                            | 1778-1846      | Montquerty            | 1815   | nipote e ADC di Murat                                     |
| Domenico Cesare Franceschetti                        | 1776-1835      | Brando                | 1815   | com. Brig./4ª Div. di riserva                             |
| Giovanni Arena                                       | 1778-18..      | Orbetello             | 1815   | com. in Calabria                                          |

### Aiutanti Comandanti / Aiutanti Generali
A) Nazionali
| Nome                              | Nato-Morto | Nato a   | Nomina | Note                                     |
| --------------------------------- | ---------- | -------- | ------ | ---------------------------------------- |
| Belmonte alias "Orticoni"         | 17..-18..  | Procida  | 1806   | com. superiore a Campobasso              |
| Giuseppe Jannelli                 | 1764-18..  | Palermo  | 1809   | com. provinciale a Cosenza               |
| Palumbo                           | 17..-1811  | ?        | 1810   | com. distretto di Capua                  |
| Gaetano Vairo                     | 1756-18..  | Cilento  | 1810   | capo di SM del comando piazza di Napoli  |
| Camillo Giustini                  | 1748-1812  | Napoli   | 1811   | -                                        |
| Corrado Malaspina di Fosdinovo    | 1766-1836  | Napoli   | 1813   | -                                        |
| Pietro Federico Edoardo Chiarizia | 1772-1827  | Napoli   | 1813   | capo di SM 3ª Div. attiva Lechi          |
| Vincenzo d'Anna di Laviano        | 1776-1844  | Napoli   | 1814   | -                                        |
| Gaetano Costa                     | 1784-1836  | Siracusa | 1814   | capo di SM 2ª Div. attiva                |
| Capobianco                        | 17..-18..  | ?        | 1815   | capo di SM 4ª Div. di riserva            |
| Giuseppe Fasulo                   | 17..-18..  | ?        | 1815   | gendarmeria, com. provinciale del Molise |
| Diego Gentile                     | 17..-18..  | ?        | 1815   | com. Legione Provinciale di Bari         |

B) Stranieri
| Nome                     | Nato-Morto     | Nato a    | Nomina | Note                                      |
| ------------------------ | -------------- | --------- | ------ | ----------------------------------------- |
| François Chavardès       | 1757-post 1830 | Béziers   | 1808   | com. piazza di Gaeta, poi prov. di Teramo |
| Chambéry                 | 17..-18..      | ?         | 1811   | aggiunto SMG napoletano                   |
| Paolo Galloni d'Istria   | 17..-18..      | Olmeto    | 1813   | com. superiore di varie province          |
| François de la Nougarède | 1776-18..      | ?         | 1814   | capo di SM Div. fanteria della guardia    |
| Charles Philippe Sourdat | 1772-18..      | Troyes    | 1814   | al seguito SMG dell'Armata attiva         |
| Cellier                  | 17..-18..      | ?         | 1815   | capo di SM Div. cavalleria della guardia  |
| Natale Amici             | 1780-1855      | Belgodere | 1815   | com. a Sora                               |

## Repubblica, poi Impero francese

### Généraux de Divisionitaliani
| Nome                                            | Nato-Morto | Nato a      | Nomina | Note                              |
| ----------------------------------------------- | ---------- | ----------- | ------ | --------------------------------- |
| Pietro Maria Bartolomeo Ferino                  | 1747-1816  | Craveggia   | 1793   | senatore                          |
| Giambattista Rusca                              | 1759-1814  | La Briga    | 1799   | Soissons                          |
| Louis Marie Jacques Amalric Narbonne Lara       | 1755-1813  | Colorno     | 1801   | diplomatico                       |
| Luigi Leonardo Gaspare Colli Ricci di Felizzano | 1760-1809  | Alessandria | 1802   | -                                 |
| Giovanni Matteo Seras(si)                       | 1765-1815  | Osasco      | 1805   | -                                 |
| Anne François Trelliard                         | 1764-1832  | Parma       | 1806   | -                                 |
| Maurizio Ignazio Fresia                         | 1746-1826  | Saluzzo     | 1807   | -                                 |
| Camillo Borghese                                | 1775-1832  | Roma        | 1808   | governatore dipartim. transalpini |

### Généraux de Brigadeitaliani
| Nome                                                         | Nato-Morto  | Nato a       | Nomina | Note                                    |
| ------------------------------------------------------------ | ----------- | ------------ | ------ | --------------------------------------- |
| Gaspard Vincent Félix Giacomoni                              | 1750-1818   | Savona       | 1793   | oriundo corso (S. Lucia di Taddà)       |
| Giuseppe Antonio Maria Michele Mainoni                       | 1754-1807   | Lugano       | 1798   | oriundo comasco. poi Gen. Div. italiano |
| Rocco Giuseppe Lorenzo Giacinto Corte                        | 1761-1832   | Torino       | 1801   | detto "Courte de Bonvoisin"             |
| Federico Francesco Campana                                   | 1771-1807   | Torino       | 1805   | caduto a Ostrolenka                     |
| Gaetano Giuseppe Prospero Cesare de Lavilla di Villastellone | 1775-1848   | Torino       | 1812   | -                                       |
| Alessandro de Rege di Gifflenga                              | 1775-1847   | Vercelli     | 1812   | poi TG sardo                            |
| Francesco Gaetano Domenico Borghese Aldobrandini             | 1776-1839   | Roma         | 1812   | -                                       |
| Tommaso Camillo Gaetano Paroletti                            | 1769-1826/9 | Torino       | 1813   | -                                       |
| Giuseppe Alessandro Felice Maria de Lavilla di Villastellone | 1774-1856   | Torino       | 1813   | -                                       |
| Luigi Carlo Bartolomeo Sopransi                              | 1783-1814   | Milano       | 1813   | morto per ferite (Lipsia)               |
| Carlo Gaudenzio Luigi Maria Bruno di Tornaforte              | 1775-1842   | Tortona      | 1814   | com. 1ª Brigata cavalleggeri a Waterloo |
| Pietro Giuseppe Cristiano Lapi                               | 1766-1854   | Portoferraio | 1814   | -                                       |

## Impero d'Austria

### Feldmarschall
| Nome                   | Nato-Morto | Nato a    | Nomina | Note |
| ---------------------- | ---------- | --------- | ------ | ---- |
| Joseph Johann Ferraris | 1726-1814  | Lunéville | 1808   | -    |

### Feldmarschall-Leutnant
| Nome                                           | Nato-Morto | Nato a        | Nomina | Note                             |
| ---------------------------------------------- | ---------- | ------------- | ------ | -------------------------------- |
| Michele Colli                                  | 1738-1808  | Vigevano      | 1793   | -                                |
| Giovanni Provera                               | 1740-1804  | Pavia         | 1794   | -                                |
| Lelio Spannocchi                               | 1739-1809  | Siena ?       | 1806   | -                                |
| Annibale Sommariva                             | 1755-1829  | Lodi          | 1807   | -                                |
| Giuseppe Cerrini di Montevarchi                | 1743-1809  | ?             | 1809   | -                                |
| Federico Vincenzo Ferreri Bianchi di Casalanza | 1768-1855  | Vienna        | 1809   | com. l'Armata contro Napoli 1815 |
| Franz Tomassich                                | 1761-1831  | ?             | 1814   | -                                |
| Domenico Pino                                  | 1767-1826  | Milano        | 1814   | già GD italiano                  |
| Achille Fontanelli                             | 1775-1839  | Modena        | 1814   | già GD italiano                  |
| Giuseppe Federico Palombini                    | 1774-1850  | Roma          | 1814   | già GD italiano                  |
| Carlo Zucchi                                   | 1777-1863  | Reggio Emilia | 1814   | già GD italiano                  |
| Luigi Mazzucchelli                             | 1776-1868  | Brescia       | 1814   | già GD italiano                  |
| Luigi Peyri                                    | 1758-1824  | Mantova       | 1815   | già GD italiano                  |
| Filippo Severoli                               | 1767-1822  | Faenza        | 1815   | già GD italiano                  |

### Generalmajor
| Nome                              | Nato-Morto | Nato a          | Nomina | Note                                |
| --------------------------------- | ---------- | --------------- | ------ | ----------------------------------- |
| Joseph Guadagni                   | 1725-1801  | ?               | 1783   | -                                   |
| Franz Nicoletti                   | 17..-1808  | ?               | 1794   | -                                   |
| Johann Bianchi                    | 17..-1804  | ?               | 1797   | -                                   |
| Philipp Pittoni von Dannenfeld    | 17..-1824  | ?               | 1797   | -                                   |
| Giuseppe Solaroli                 | 17..-1805  | ?               | 1799   | -                                   |
| Philipp Brentano Cimaroli         | 1754-1804  | ?               | 1799   | -                                   |
| Giulio Domenico Assereto          | 1753-1824  | Genova?         | 1800   | Gen. B. francese nel 1799 e 1814    |
| Alois Gavasini                    | 1762-1834  | ?               | 1800   | -                                   |
| Giovanni Battista Nobili          | 17..-1801  | ?               | 1800   | -                                   |
| Fabrizio Serbelloni               | 17..-1810  | ?               | 1800   | -                                   |
| Carlo Belcredi                    | 1744-1814  | ?               | 1801   | a riposo                            |
| Johann Karl Caramelli             | 17..-1823  | ?               | 1805   | -                                   |
| Anton Gaioli                      | 17..-1834  | ?               | 1805   | -                                   |
| Johann Benedikt Nobili            | 1758-1823  | ?               | 1808   | -                                   |
| Karl Guicciardi                   | 17..-1835  | ?               | 1810   | -                                   |
| Franz Torri                       | 1758-1826  | ?               | 1813   | -                                   |
| Karl Chiesa                       | 17..-1834  | ?               | 1813   | -                                   |
| Francesco Danese                  | 17..-1844  | Dalmazia        | 1813   | già col. territ. di Makarska        |
| Joseph Steffanini di Monte Airone | 1774-1826  | Tione di Trento | 1814   | -                                   |
| Antonio Bertoletti                | 1775-1846  | Milano          | 1814   | già GB italiano                     |
| Antonio Bonfanti                  | 1768-1851  | Milano          | 1814   | già GB italiano                     |
| Giulio Paini                      | 1757-1841  | Bologna         | 1814   | già GB italiano                     |
| Amilcare Paulucci delle Roncole   | 1766-1845  | Modena          | 1814   | già GB italiano. Poi Viceammiraglio |
| Giovanni Villata                  | 1777-1843  | Milano          | 1814   | già GB italiano                     |
| Carlo Balabio                     | 1759-1837  | Milano          | 1815   | già GB italiano. a riposo           |
| Luigi Campagnola                  | 1766-1837  | Verona          | 1815   | già GB italiano. a riposo           |
| Livio Galimberti                  | 1768-1832  | Crema           | 1815   | già GB italiano. a riposo           |
| Pietro Polfranceschi              | 1766-1837  | Verona          | 1815   | già GB italiano                     |
| Pietro Bronza                     | 17..-1821  | ?               | 1815   | già GB italiano. a riposo           |

## Impero Russo
Tenente Generale 
| Nome             | Nato-Morto | Nato a | Nomina | Note                             |
| ---------------- | ---------- | ------ | ------ | -------------------------------- |
| Filippo Paulucci | 1779-1849  | Modena | 1811   | gov. e com. Armata della Georgia |

Maggiori Generali 
| Nome                                       | Nato-Morto  | Nato a     | Nomina | Note                                           |
| ------------------------------------------ | ----------- | ---------- | ------ | ---------------------------------------------- |
| Giuseppe Maria Gabriele Galateri di Genola | 1761-1844   | Savigliano | 1813   | poi gen. cav. sardo                            |
| Alessandro Michaud de Beauretour           | 1772-1841   | Nizza      | 1814   | poi capo di SMG russo                          |
| Luigi Angelo Andrea Giuseppe Gianotti      | 1755/9-1827 | Torino     | 1816   | istruttore mil. dei granduchi Nicola e Michele |

## Gran Bretagna

### Major General(com. l'Italian Levy)
| Nome                                                               | Nato-Morto | Nato a   | Nomina | Note                                          |
| ------------------------------------------------------------------ | ---------- | -------- | ------ | --------------------------------------------- |
| Vittorio Amedeo Sallier della Torre di Cordon (Latour, de La Tour) | 1774-1858  | Chambéry | 1814   | già col. austriaco, poi maresciallo di Savoia |